# (23439) 1986 PP
1986 بي بي (ويعرف أيضًا باسم (23439) 1986 بي بي وفق تسمية الكوكب الصغير) (بالإنجليزية: 1986 PP)‏ هو كويكب ضمن حزام الكويكبات؛ وترتيبه 23439 من حيث الاكتشاف.
اكتُشف هذا الجُرم الفلكي بواسطة اليانور إف. هيلين في 1 أغسطس 1986.

## وصلات خارجية
- (23439) 1986 PP في قاعدة بيانات مختبر الدفع النفاث لأجرام النظام الشمسي الصغيرة

- الاكتشاف · مخطط المدار ·  العناصر المدارية · المعلمات المادية

- (23439) 1986 PP على موقع ويكي سكاي: DSS2, SDSS, GALEX, IRAS, Hydrogen α, X-Ray, Astrophoto, Sky Map, Articles and images